# 보은 풍림정사
보은 풍림정사(報恩 楓林精舍)는 충청북도 보은군 회인면 눌곡리에 있는, 조선 후기 성리학자인 박문호의 위패를 모신 사당이다. 1976년 12월 21일 충청북도의 기념물 제28호로 지정되었다.

## 개요
조선 후기 성리학자인 박문호의 위패를 모신 사당인데 원래 이곳은 그가 성리학을 공부하고 책을 쓰며 후진양성을 하던 곳이었다.
고종 9년(1872)에 지은 것으로 앞면 6칸·옆면 2칸 규모이며, 지붕은 옆면에서 볼 때 여덟 팔(八)자 모양의 팔작지붕이다. 건물에 ‘풍림정사’라고 쓴 글씨는 송근수가 쓴 것이며 이곳에는 박문호의 문집인 『호산집』의 판본과 목활자 일부가 남아 있다.
풍림정사 뒤쪽에는 후성영당이 있는데 박문호·이이·송시열 등의 초상화를 모시고 있다. 후성영당은 1906년 세운 건물이며 박문호의 초상화는 1921년 추가로 모신 것이다.

## 같이 보기
- 박문호

## 참고 문헌
- 보은 풍림정사 - 국가유산청 국가유산포털